# Nuria Llagostera Vives
Llagostera  Vives est un nom espagnol. Le premier nom de famille, en général paternel, est Llagostera ; le second, en général maternel, souvent omis, est Vives.
Nuria Llagostera Vives, née le 16 mai 1980 à Majorque, est une joueuse de tennis espagnole, professionnelle de 1996 à 2013.
Elle a remporté deux titres en simple et seize titres en double dames sur le circuit WTA.
Afin de financer sa carrière, Nuria Llagostera choisit, en mai 2008, de poser pour des photos de nu.
La joueuse est suspendue pour 2 ans après avoir été contrôlée positive à la méthamphétamine à Stanford. La suspension a débuté officiellement le 8 septembre 2013. Elle décide alors de mettre un terme à sa carrière.

## Palmarès

### Titres en simple dames
| No | Date       | Nom et lieu du tournoi            | Catégorie | Dotation  | Surface      | Finaliste            | Score    |          |
| -- | ---------- | --------------------------------- | --------- | --------- | ------------ | -------------------- | -------- | -------- |
| 1  | 02/05/2005 | GP Princesse Lalla Meryem, Rabat  | Tier IV   | 140 000 $ | Terre (ext.) | Zheng Jie            | 6-4, 6-2 | Parcours |
| 2  | 18/02/2008 | Copa Colsanitas Santander, Bogota | Tier III  | 185 000 $ | Terre (ext.) | María Emilia Salerni | 6-0, 6-4 | Parcours |

### Finale en simple dames
| No | Date       | Nom et lieu du tournoi                | Catégorie | Dotation  | Surface    | Vainqueure | Score         |          |
| -- | ---------- | ------------------------------------- | --------- | --------- | ---------- | ---------- | ------------- | -------- |
| 1  | 26/09/2005 | International Women’s Open, Guangzhou | Tier III  | 170 000 $ | Dur (ext.) | Yan Zi     | 6-4, 4-0, ab. | Parcours |

### Titres en double dames
| No | Date       | Nom et lieu du tournoi                | Catégorie | Dotation    | Surface      | Partenaire             | Finalistes                                    | Score              |          |
| -- | ---------- | ------------------------------------- | --------- | ----------- | ------------ | ---------------------- | --------------------------------------------- | ------------------ | -------- |
| 1  | 09/08/2004 | Idea Prokom Open Sopot                | Tier III  | 300 000 $   | Terre (ext.) | Marta Marrero          | Klaudia Jans Alicja Rosolska                  | 6-4, 6-3           | Parcours |
| 2  | 19/09/2005 | China Open Pékin                      | Tier II   | 585 000 $   | Dur (ext.)   | María Vento-Kabchi     | Yan Zi Zheng Jie                              | 6-2, 6-4           | Parcours |
| 3  | 11/06/2007 | Barcelona KIA Barcelone               | Tier IV   | 145 000 $   | Terre (ext.) | Arantxa Parra Santonja | Lourdes Domínguez Lino Flavia Pennetta        | 7-63, 2-6, [12-10] | Parcours |
| 4  | 25/02/2008 | Abierto Mexicano Telcel HSBC Acapulco | Tier III  | 180 000 $   | Terre (ext.) | María José Martínez    | Iveta Benešová Petra Cetkovská                | 6-2, 6-4           | Parcours |
| 5  | 07/07/2008 | Internazionali Femminili Palerme      | Tier IV   | 145 000 $   | Terre (ext.) | Sara Errani            | Alla Kudryavtseva A. Pavlyuchenkova           | 2-6, 7-61, [10-4]  | Parcours |
| 6  | 16/02/2009 | Copa Sony Ericsson Colsanitas Bogota  | Intern'l  | 220 000 $   | Terre (ext.) | María José Martínez    | Gisela Dulko Flavia Pennetta                  | 7-5, 3-6, [10-7]   | Parcours |
| 7  | 23/02/2009 | Abierto Mexicano Telcel HSBC Acapulco | Intern'l  | 220 000 $   | Terre (ext.) | María José Martínez    | Lourdes Domínguez Lino Arantxa Parra Santonja | 6-4, 6-2           | Parcours |
| 8  | 13/04/2009 | Barcelona Ladies Open Barcelone       | Intern'l  | 220 000 $   | Terre (ext.) | María José Martínez    | Sorana Cîrstea Andreja Klepač                 | 3-6, 6-2, [10-8]   | Parcours |
| 9  | 13/07/2009 | Internazionali Femminili Palerme      | Intern'l  | 220 000 $   | Terre (ext.) | María José Martínez    | Mariya Koryttseva Darya Kustova               | 6-1, 6-2           | Parcours |
| 10 | 17/08/2009 | Coupe Rogers Toronto                  | Premier 5 | 2 000 000 $ | Dur (ext.)   | María José Martínez    | Samantha Stosur Rennae Stubbs                 | 2-6, 7-5, [11-9]   | Parcours |
| 11 | 24/08/2009 | Pilot Pen Tennis by Schick New Haven  | Premier   | 600 000 $   | Dur (ext.)   | María José Martínez    | Iveta Benešová Lucie Hradecká                 | 6-2, 7-5           | Parcours |
| 12 | 27/10/2009 | Sony Ericsson Championships Doha      | Masters   | 4 550 000 $ | Dur (ext.)   | María José Martínez    | Cara Black Liezel Huber                       | 7-60, 5-7, [10-7]  | Parcours |
| 13 | 14/02/2010 | Barclays Tennis Championships Dubaï   | Premier 5 | 2 000 000 $ | Dur (ext.)   | María José Martínez    | Květa Peschke Katarina Srebotnik              | 7-65, 6-4          | Parcours |
| 14 | 04/04/2011 | Andalucia Tennis Experience Marbella  | Intern'l  | 220 000 $   | Terre (ext.) | Arantxa Parra Santonja | Sara Errani Roberta Vinci                     | 3-6, 6-4, [10-5]   | Parcours |
| 15 | 01/01/2012 | Brisbane International Brisbane       | Premier   | 655 000 $   | Dur (ext.)   | Arantxa Parra Santonja | Raquel Kops-Jones Abigail Spears              | 7-62, 7-62         | Parcours |
| 16 | 18/06/2012 | AEGON International Eastbourne        | Premier   | 637 000 $   | Gazon (ext.) | María José Martínez    | Liezel Huber Lisa Raymond                     | 6-4, 0-0, ab.      | Parcours |

### Finales en double dames
| No | Date       | Nom et lieu du tournoi              | Catégorie | Dotation    | Surface         | Vainqueures                                   | Partenaire             | Score              |          |
| -- | ---------- | ----------------------------------- | --------- | ----------- | --------------- | --------------------------------------------- | ---------------------- | ------------------ | -------- |
| 1  | 27/09/2004 | Gaz de France Stars Hasselt         | Tier III  | 170 000 $   | Moquette (int.) | Jennifer Russell Mara Santangelo              | Marta Marrero          | 6-3, 7-5           | Parcours |
| 2  | 02/05/2005 | GP Princesse Lalla Meryem Rabat     | Tier IV   | 140 000 $   | Terre (ext.)    | Émilie Loit Barbora Strýcová                  | Lourdes Domínguez Lino | 3-6, 7-65, 7-5     | Parcours |
| 3  | 13/06/2005 | Ordina Open Bois-le-Duc             | Tier III  | 170 000 $   | Gazon (ext.)    | Anabel Medina Dinara Safina                   | Iveta Benešová         | 6-4, 2-6, 7-6      | Parcours |
| 4  | 05/05/2008 | Qatar Telecom German Open Berlin    | Tier I    | 1 340 000 $ | Terre (ext.)    | Cara Black Liezel Huber                       | María José Martínez    | 3-6, 6-2, [10-2]   | Parcours |
| 5  | 09/06/2008 | Torneo Barcelona KIA Barcelone      | Tier IV   | 145 000 $   | Terre (ext.)    | Lourdes Domínguez Lino Arantxa Parra Santonja | María José Martínez    | 4-6, 7-5, [10-4]   | Parcours |
| 6  | 05/01/2009 | ASB Classic Auckland                | Intern'l  | 220 000 $   | Dur (ext.)      | Nathalie Dechy Mara Santangelo                | Arantxa Parra Santonja | 4-6, 7-63, [12-10] | Parcours |
| 7  | 06/07/2009 | Collector Swedish Open Women Båstad | Intern'l  | 220 000 $   | Terre (ext.)    | Gisela Dulko Flavia Pennetta                  | María José Martínez    | 6-2, 0-6, [10-5]   | Parcours |
| 8  | 10/08/2009 | Western & Southern Open Cincinnati  | Premier 5 | 2 000 000 $ | Dur (ext.)      | Cara Black Liezel Huber                       | María José Martínez    | 6-3, 0-6, [10-2]   | Parcours |
| 9  | 03/05/2010 | Internazionali BNL d'Italia Rome    | Premier 5 | 2 000 000 $ | Terre (ext.)    | Gisela Dulko Flavia Pennetta                  | María José Martínez    | 6-4, 6-2           | Parcours |
| 10 | 04/07/2011 | Collector Swedish Open Women Båstad | Intern'l  | 220 000 $   | Terre (ext.)    | Lourdes Domínguez Lino María José Martínez    | Arantxa Parra Santonja | 6-3, 6-3           | Parcours |
| 11 | 29/09/2012 | China Open Pékin                    | PREMIER*  | 4 828 050 $ | Dur (ext.)      | Ekaterina Makarova Elena Vesnina              | Sania Mirza            | 7-5, 7-5           | Parcours |

## Parcours en Grand Chelem

### En simple dames
| Année | Open d'Australie | Open d'Australie    | Internationaux de France | Internationaux de France | Wimbledon       | Wimbledon           | US Open         | US Open             |
| ----- | ---------------- | ------------------- | ------------------------ | ------------------------ | --------------- | ------------------- | --------------- | ------------------- |
| 2001  | 3e tour (1/16)   | Kim Clijsters       | 3e tour (1/16)           | Barbara Schett           | 1er tour (1/64) | Ai Sugiyama         | 1er tour (1/64) | Åsa Svensson        |
| 2002  | 2e tour (1/32)   | Barbara Schett      | 1er tour (1/64)          | Nathalie Dechy           | -               | -                   | -               | -                   |
| 2003  | 1er tour (1/64)  | Meghann Shaughnessy | -                        | -                        | -               | -                   | -               | -                   |
| 2004  | -                | -                   | -                        | -                        | 2e tour (1/32)  | Meghann Shaughnessy | 1er tour (1/64) | Jelena Janković     |
| 2005  | 1er tour (1/64)  | Sophie Ferguson     | 4e tour (1/8)            | Maria Sharapova          | 1er tour (1/64) | Maria Sharapova     | 1er tour (1/64) | Evgenia Linetskaya  |
| 2006  | 1er tour (1/64)  | Emma Laine          | -                        | -                        | -               | -                   | -               | -                   |
| 2007  | -                | -                   | 2e tour (1/32)           | Tathiana Garbin          | -               | -                   | -               | -                   |
| 2008  | -                | -                   | 1er tour (1/64)          | Anna Chakvetadze         | 1er tour (1/64) | Elena Vesnina       | 1er tour (1/64) | Francesca Schiavone |
| 2009  | 1er tour (1/64)  | Sesil Karatantcheva | 1er tour (1/64)          | Julie Coin               | 1er tour (1/64) | Flavia Pennetta     | 1er tour (1/64) | Vera Zvonareva      |
| 2010  | -                | -                   | 1er tour (1/64)          | Shahar Peer              | 1er tour (1/64) | Vera Zvonareva      | 1er tour (1/64) | Iveta Benešová      |
| 2011  | -                | -                   | 3e tour (1/16)           | A. Pavlyuchenkova        | -               | -                   | 1er tour (1/64) | Caroline Wozniacki  |

À droite du résultat, l’ultime adversaire.

### En double dames
| Année | Open d'Australie              | Open d'Australie            | Internationaux de France       | Internationaux de France    | Wimbledon                    | Wimbledon                 | US Open                        | US Open                    |
| ----- | ----------------------------- | --------------------------- | ------------------------------ | --------------------------- | ---------------------------- | ------------------------- | ------------------------------ | -------------------------- |
| 2004  | -                             | -                           | -                              | -                           | -                            | -                         | 1er tour (1/32) Arantxa Parra  | Janet Lee Peng Shuai       |
| 2005  | 1er tour (1/32) G. Voskoboeva | Anabel Medina Dinara Safina | 3e tour (1/8) L. Domínguez     | Nadia Petrova Shaughnessy   | 2e tour (1/16) M. A. Sánchez | J. Husárová C. Martínez   | 1er tour (1/32) L. Domínguez   | Eva Birnerová Andreea Vanc |
| 2006  | 1er tour (1/32) María Vento   | Lisa Raymond S. Stosur      | -                              | -                           | -                            | -                         | -                              | -                          |
| 2007  | -                             | -                           | 3e tour (1/8) M. J. Martínez   | Alicia Molik M. Santangelo  | -                            | -                         | -                              | -                          |
| 2008  | -                             | -                           | 1/4 de finale M. J. Martínez   | Cara Black Liezel Huber     | 1/4 de finale M. J. Martínez | N. Dechy C. Dellacqua     | 2e tour (1/16) M. J. Martínez  | T. Poutchek An. Rodionova  |
| 2009  | 1/4 de finale M. J. Martínez  | N. Dechy M. Santangelo      | 1er tour (1/32) M. J. Martínez | Pavlyuchenkova F. Schiavone | 1/4 de finale M. J. Martínez | Cara Black Liezel Huber   | 1/4 de finale M. J. Martínez   | Cara Black Liezel Huber    |
| 2010  | 3e tour (1/8) M. J. Martínez  | M. Kirilenko A. Radwańska   | 1/2 finale M. J. Martínez      | Květa Peschke K. Srebotnik  | -                            | -                         | 1er tour (1/32) M. J. Martínez | A. Dulgheru M. Rybáriková  |
| 2011  | 2e tour (1/16) M. J. Martínez | A.-L. Grönefeld P. Schnyder | 2e tour (1/16) Arantxa Parra   | Nadia Petrova An. Rodionova | 1/4 de finale Arantxa Parra  | Sania Mirza Elena Vesnina | 2e tour (1/16) Arantxa Parra   | Hsieh S.Y. G. Voskoboeva   |
| 2012  | 2e tour (1/16) Arantxa Parra  | A. Klepač A. Rosolska       | 1/2 finale M. J. Martínez      | Sara Errani Roberta Vinci   | 1/4 de finale M. J. Martínez | F. Pennetta F. Schiavone  | 1/2 finale M. J. Martínez      | Sara Errani Roberta Vinci  |
| 2013  | 1/4 de finale Zheng Jie       | V. Lepchenko Zheng Saisai   | -                              | -                           | -                            | -                         | 3e tour (1/8) Liezel Huber     | A. Barty C. Dellacqua      |

Sous le résultat, la partenaire ; à droite, l’ultime équipe adverse.

### En double mixte
| Année | Open d'Australie              | Open d'Australie          | Internationaux de France    | Internationaux de France   | Wimbledon                     | Wimbledon                 | US Open                       | US Open                 |
| ----- | ----------------------------- | ------------------------- | --------------------------- | -------------------------- | ----------------------------- | ------------------------- | ----------------------------- | ----------------------- |
| 2008  | -                             | -                         | -                           | -                          | 1er tour (1/32) S. Ratiwatana | F. Pennetta Dušan Vemić   | -                             | -                       |
| 2010  | 1er tour (1/16) M. Mertiňák   | J. Gajdošová Sam Groth    | 1/2 finale Oliver Marach    | K. Srebotnik N. Zimonjić   | 2e tour (1/16) Oliver Marach  | Y. Shvedova Julian Knowle | -                             | -                       |
| 2011  | -                             | -                         | -                           | -                          | -                             | -                         | 2e tour (1/8) Oliver Marach   | Gisela Dulko E. Schwank |
| 2012  | 1er tour (1/16) Oliver Marach | I. Benešová Jürgen Melzer | 1/4 de finale Oliver Marach | G. Voskoboeva D. Bracciali | 2e tour (1/16) David Marrero  | Melanie South Ken Skupski | 1/4 de finale David Marrero   | Liezel Huber Max Mirnyi |
| 2013  | 1/4 de finale David Marrero   | Y. Shvedova Denis Istomin | -                           | -                          | -                             | -                         | 1er tour (1/16) Colin Fleming | L. Hradecká F. Čermák   |

Sous le résultat, le partenaire ; à droite, l’ultime équipe adverse.

## Parcours en «Premier Mandatory» et «Premier 5»
Découlant d'une réforme du circuit WTA inaugurée en 2009, les tournois WTA « Premier Mandatory » et « Premier 5 » constituent les catégories d'épreuves les plus prestigieuses, après les quatre levées du Grand Chelem.

### En simple dames
| Année |              | Premier Mandatory               | Premier Mandatory        | Premier Mandatory           | Premier Mandatory |       | Premier 5 | Premier 5                     | Premier 5  | Premier 5 | Premier 5              | Premier 5 | Premier 5 |
| Année | Indian Wells | Miami                           | Madrid                   | Pékin                       |                   | Dubaï | Rome      | Canada                        | Cincinnati |           | Tokyo                  |           |           |
| Année | Indian Wells | Miami                           | Madrid                   | Pékin                       |                   | Doha  | Rome      | Canada                        | Cincinnati |           | Wuhan                  |           |           |
| Année | Indian Wells | Miami                           | Madrid                   | Pékin                       |                   |       | Rome      | Canada                        | Cincinnati |           |                        |           |           |
| 2009  |              | 4e tour (1/8) A. Pavlyuchenkova | 2e tour (1/32) C. Suárez | 1er tour (1/32) J. Janković |                   |       |           |                               |            |           |                        |           |           |
| 2010  |              | 1er tour (1/64) A. Sevastova    |                          |                             |                   |       |           |                               |            |           | 2e tour (1/16) S. Peer |           |           |
| 2011  |              | 1er tour (1/64) S. Halep        |                          | 1er tour (1/32) D. Safina   |                   |       |           | 1er tour (1/32) S. Kuznetsova |            |           |                        |           |           |

Sous le résultat, l’ultime adversaire.

### En double dames
N.B. : le nom de la partenaire se trouve sous le résultat ; le nom des ultimes adversaires se trouve à droite.

## Parcours aux Masters

### En double dames
| # | Date       | Nom de l'édition                 | ($)       | Surface    | Résultat | Partenaire          | Ultimes adversaires     | Score           |          |
| - | ---------- | -------------------------------- | --------- | ---------- | -------- | ------------------- | ----------------------- | --------------- | -------- |
| 1 | 27/10/2009 | Sony Ericsson Championships Doha | 4 550 000 | Dur (ext.) | Victoire | María José Martínez | Cara Black Liezel Huber | 7-60, 5-7, 10-7 | Parcours |

## Parcours aux Jeux olympiques

### En simple dames
| # | Date       | Nom de l'olympiade  | Surface    | Résultat       | Ultime adversaire | Score          |          |
| - | ---------- | ------------------- | ---------- | -------------- | ----------------- | -------------- | -------- |
| 1 | 11/08/2008 | Olympic Games Pékin | Dur (ext.) | 2e tour (1/16) | Zheng Jie         | 6-77, 6-1, 6-4 | Parcours |

### En double dames
| # | Date       | Nom de l'olympiade             | Surface      | Résultat        | Partenaire          | Ultimes adversaires          | Score         |          |
| - | ---------- | ------------------------------ | ------------ | --------------- | ------------------- | ---------------------------- | ------------- | -------- |
| 1 | 11/08/2008 | Olympic Games Pékin            | Dur (ext.)   | 1er tour (1/16) | María José Martínez | Elena Vesnina Vera Zvonareva | 2-6, 6-1, 6-3 | Parcours |
| 2 | 28/07/2012 | Olympic Tennis Event Wimbledon | Gazon (ext.) | 2e tour (1/8)   | María José Martínez | Peng Shuai Zheng Jie         | 6-4, 6-2      | Parcours |

## Parcours en Fed Cup
| #                                                                            | Date       | Lieu                 | Surface         | Gagnante(s)                          | Perdante(s)                              | Score            |          |
|                                                                              |            |                      |                 |                                      |                                          |                  |          |
| 2005 - 1/4 de finale (groupe mondial) - Espagne - Argentine - 3 : 2          |            |                      |                 |                                      |                                          |                  |          |
| 1                                                                            | 23/04/2005 | Jerez de la Frontera | Terre (ext.)    | Nuria Llagostera                     | Gisela Dulko                             | 6-4, 4-6, 6-3    | Parcours |
| 1                                                                            | 23/04/2005 | Jerez de la Frontera | Terre (ext.)    | Mariana Díaz-Oliva                   | Nuria Llagostera                         | 7-66, 6-4        | Parcours |
| 1                                                                            | 23/04/2005 | Jerez de la Frontera | Terre (ext.)    | Nuria Llagostera Anabel Medina       | Gisela Dulko María Emilia Salerni        | 6-4, 6-4         | Parcours |
|                                                                              |            |                      |                 |                                      |                                          |                  |          |
| 2005 - 1/2 finale (groupe mondial) - France - Espagne - 3 : 1                |            |                      |                 |                                      |                                          |                  |          |
| 2                                                                            | 09/07/2005 | Aix-en-Provence      | Dur (ext.)      | Mary Pierce                          | Nuria Llagostera                         | 6-4, 6-4         | Parcours |
| 2                                                                            | 09/07/2005 | Aix-en-Provence      | Dur (ext.)      | Amélie Mauresmo                      | Nuria Llagostera                         | 6-3, 6-1         | Parcours |
|                                                                              |            |                      |                 |                                      |                                          |                  |          |
| 2007 - 1/4 de finale (groupe mondial) - Russie - Espagne - 5 : 0             |            |                      |                 |                                      |                                          |                  |          |
| 3                                                                            | 21/04/2007 | Moscou               | Terre (int.)    | Anna Chakvetadze                     | Nuria Llagostera                         | 3-6, 7-65, 6-2   | Parcours |
|                                                                              |            |                      |                 |                                      |                                          |                  |          |
| 2007 - Barrage (groupe mondial I) - Espagne - République tchèque - 4 : 1     |            |                      |                 |                                      |                                          |                  |          |
| 4                                                                            | 14/07/2007 | Palafrugell          | Terre (ext.)    | Lucie Šafářová                       | Nuria Llagostera                         | 6-1, 6-2         | Parcours |
| 4                                                                            | 14/07/2007 | Palafrugell          | Terre (ext.)    | Nuria Llagostera Virginia Ruano      | Petra Kvitová B. Z. Strýcová             | 6-4, 6-1         | Parcours |
|                                                                              |            |                      |                 |                                      |                                          |                  |          |
| 2008 - 1/4 de finale (groupe mondial) - Italie - Espagne - 2 : 3             |            |                      |                 |                                      |                                          |                  |          |
| 5                                                                            | 02/02/2008 | Naples               | Dur (int.)      | Nuria Llagostera                     | Francesca Schiavone                      | 7-64, 3-6, 6-2   | Parcours |
| 5                                                                            | 02/02/2008 | Naples               | Dur (int.)      | Sara Errani Tathiana Garbin          | Nuria Llagostera Carla Suárez Navarro    | 6-4, 6-3         | Parcours |
|                                                                              |            |                      |                 |                                      |                                          |                  |          |
| 2008 - 1/2 finale (groupe mondial) - Chine - Espagne - 1 : 4                 |            |                      |                 |                                      |                                          |                  |          |
| 6                                                                            | 26/04/2008 | Pékin                | Dur (int.)      | Nuria Llagostera                     | Zheng Jie                                | 6-3, 6-4         | Parcours |
| 6                                                                            | 26/04/2008 | Pékin                | Dur (int.)      | Nuria Llagostera                     | Peng Shuai                               | 6-4, 6-4         | Parcours |
| 6                                                                            | 26/04/2008 | Pékin                | Dur (int.)      | Nuria Llagostera María José Martínez | Peng Shuai Sun Tiantian                  | 6-2, 6-1         | Parcours |
|                                                                              |            |                      |                 |                                      |                                          |                  |          |
| 2008 - Finale (groupe mondial) - Espagne - Russie - 0 : 4                    |            |                      |                 |                                      |                                          |                  |          |
| 7                                                                            | 13/09/2008 | Madrid               | Terre (ext.)    | Ekaterina Makarova Elena Vesnina     | Nuria Llagostera Carla Suárez Navarro    | 6-2, 6-1         | Parcours |
|                                                                              |            |                      |                 |                                      |                                          |                  |          |
| 2009 - 1/4 de finale (groupe mondial) - République tchèque - Espagne - 4 : 1 |            |                      |                 |                                      |                                          |                  |          |
| 8                                                                            | 07/02/2009 | Brno                 | Moquette (int.) | Nuria Llagostera                     | Iveta Benešová                           | 1-6, 6-1, 6-4    | Parcours |
| 8                                                                            | 07/02/2009 | Brno                 | Moquette (int.) | Petra Kvitová                        | Nuria Llagostera                         | 6-4, 7-5         | Parcours |
|                                                                              |            |                      |                 |                                      |                                          |                  |          |
| 2009 - Barrage (groupe mondial I) - Espagne - Serbie - 0 : 4                 |            |                      |                 |                                      |                                          |                  |          |
| 9                                                                            | 25/04/2009 | Lérida               | Terre (ext.)    | Ana Jovanovic Aleksandra Krunić      | Lourdes Domínguez Nuria Llagostera       | Non joué         | Parcours |
|                                                                              |            |                      |                 |                                      |                                          |                  |          |
| 2010 - 1er tour (groupe mondial II) - Australie - Espagne - 3 : 2            |            |                      |                 |                                      |                                          |                  |          |
| 10                                                                           | 06/02/2010 | Adélaïde             | Dur (ext.)      | Samantha Stosur Rennae Stubbs        | Nuria Llagostera María José Martínez     | 6-4, 6-2         | Parcours |
|                                                                              |            |                      |                 |                                      |                                          |                  |          |
| 2010 - Barrage (groupe mondial II) - Pologne - Espagne - 1 : 4               |            |                      |                 |                                      |                                          |                  |          |
| 11                                                                           | 24/04/2010 | Sopot                | Moquette (int.) | Nuria Llagostera Arantxa Parra       | Klaudia Jans Alicja Rosolska             | 6-2, 6-4         | Parcours |
|                                                                              |            |                      |                 |                                      |                                          |                  |          |
| 2011 - 1er tour (groupe mondial II) - Estonie - Espagne - 1 : 4              |            |                      |                 |                                      |                                          |                  |          |
| 12                                                                           | 05/02/2011 | Tallinn              | Dur (int.)      | Nuria Llagostera Anabel Medina       | Maret Ani Margit Ruutel                  | 6-1, 7-65        | Parcours |
|                                                                              |            |                      |                 |                                      |                                          |                  |          |
| 2011 - Barrage (groupe mondial I) - Espagne - France - 4 : 1                 |            |                      |                 |                                      |                                          |                  |          |
| 13                                                                           | 16/04/2011 | Lérida               | Terre (ext.)    | Nuria Llagostera Anabel Medina       | Alizé Cornet Virginie Razzano            | 6-4, 6-1         | Parcours |
|                                                                              |            |                      |                 |                                      |                                          |                  |          |
| 2012 - 1er tour (groupe mondial) - Russie - Espagne - 3 : 2                  |            |                      |                 |                                      |                                          |                  |          |
| 14                                                                           | 04/02/2012 | Moscou               | Dur (int.)      | Nuria Llagostera Arantxa Parra       | Svetlana Kuznetsova Nadia Petrova        | 6-3, 0-0, ab.    | Parcours |
|                                                                              |            |                      |                 |                                      |                                          |                  |          |
| 2012 - Barrage (groupe mondial I) - Espagne - Slovaquie - 2 : 3              |            |                      |                 |                                      |                                          |                  |          |
| 15                                                                           | 21/04/2012 | Marbella             | Terre (ext.)    | Nuria Llagostera Arantxa Parra       | Magdaléna Rybáriková Anna K. Schmiedlová | 6-0, 6-77, 6-3   | Parcours |
|                                                                              |            |                      |                 |                                      |                                          |                  |          |
| 2013 - 1er tour (groupe mondial II) - Espagne - Ukraine - 3 : 1              |            |                      |                 |                                      |                                          |                  |          |
| 16                                                                           | 09/02/2013 | Alicante             | Terre (ext.)    | Yuliya Beygelzimer Olga Savchuk      | Nuria Llagostera M. T. Torró Flor        | 6-3, 2-6, [10-5] | Parcours |

## Classements WTA

### En simple
| Année | 1997 | 1998 | 1999 | 2000 | 2001 | 2002 | 2003 | 2004 | 2005 | 2006 | 2007 | 2008 | 2009 | 2010 | 2011 |
| Rang  | 949  | 693  | 237  | 132  | 96   | 193  | 139  | 79   | 49   | 273  | 147  | 70   | 147  | 130  | 128  |

Source : (en) « Classements de Nuria Llagostera Vives », sur le site officiel du WTA Tour

### En double
| Année | 1997 | 1998 | 1999 | 2000 | 2001 | 2002 | 2003 | 2004 | 2005 | 2006 | 2007 | 2008 | 2009 | 2010 | 2011 | 2012 |
| Rang  | 632  | 568  | 384  | 263  | 235  | 219  | 179  | 108  | 55   | 370  | 97   | 29   | 5    | 19   | 32   | 10   |

Source : (en) « Classements de Nuria Llagostera Vives », sur le site officiel du WTA Tour